# Ґутово (Вармінсько-Мазурське воєводство)
Ґутово (пол. Gutowo, нім. Gutau) — село в Польщі, у гміні Любава Ілавського повіту Вармінсько-Мазурського воєводства.
Населення — 209 осіб (2011).
У 1975-1998 роках село належало до Ольштинського воєводства.

## Демографія
Демографічна структура станом на 31 березня 2011 року:
|          | Загалом | Допрацездатний вік | Працездатний вік | Постпрацездатний вік |
| -------- | ------- | ------------------ | ---------------- | -------------------- |
| Чоловіки | 101     | 23                 | 68               | 10                   |
| Жінки    | 108     | 28                 | 58               | 22                   |
| Разом    | 209     | 51                 | 126              | 32                   |